# ブンとフン
『ブンとフン』は井上ひさしの中編小説。井上ひさしの小説家としてのデビュー作であり、最初の単行本でもある。
1970年（昭和45年）1月10日、朝日ソノラマのジュブナイル小説シリーズ「サンヤングシリーズ」のNo.18として、「1億総ゲバ・ヤング」を謳い刊行された。もとは1969年（昭和44年）1月2日に、NHKラジオ第1放送で「新春こども劇場 グランドマンガミュージカル『ブンとフン』」と題して放送されたラジオドラマであり、小説版はこの台本を朝日ソノラマの依頼で小説化したものである。「サンヤングシリーズ」では同時期に、小林信彦と山崎忠昭も放送作家から登用されている。
1974年（昭和49年）には井上自身の手によって『それからのブンとフン』として戯曲化され、翌1975年（昭和50年）に初演された。途中までは小説版とほぼ同内容であるが、後日談が付け加えられ、結末が大きく変更されている。

## 小説『ブンとフン』
売れない小説家のフン先生が生み出した四次元の大泥棒・ブンが現実世界に飛び出し、世界を大混乱に陥れる状況を描いた、風刺性の強いナンセンス・ユーモア小説である。もともとミュージカルとして書かれた作品であるため、歌詞が随所に挿入されている。また、「のりしろ」や「キリトリ線」が挿入されるといった趣向がある。

### あらすじ
秋も終わりのある日のこと。売れない小説家フン先生のもとに、アサヒ書店の社長が、手土産と50万円の小切手を持ってやってきた。アサヒ書店から出版されたフンの小説『ブン』の初刷1万部が売り切れたので、さらに1万部増刷する、というのである。自分の小説が売れている、ということが信じられないフン先生は、社長が帰った後で『ブン』の生原稿を読み直す。それは、誰にでも何にでも瞬時に変装でき、古今東西のあらゆる学問に詳しく、時間も空間も自由に行き来できる万能の大泥棒、四次元の男、ブンを主人公にした小説であった。
そこへ突然、自分がその小説『ブン』の主人公、大泥棒ブン本人である、と名乗る男が出現する。あまりに万能すぎる設定にしてしまったため、小説の中から抜け出て現実世界に現れる能力すら身につけてしまったのである。ブンはフンに対して、小説の設定通り、瞬時に誰にでも何にでも変身できる、という能力をさんざん見せつけた挙げ句、「自分の力を、世の中に出て、じっさいに試してみたい」と言って、姿を消してしまう。
しばらくして、世界各地で次々と珍妙奇天烈な怪事件が起こりはじめた。自由の女神像がたいまつの代わりに巨大なソフトクリームを掲げたり、奈良の大仏が一瞬にして鎌倉の大仏の隣に移動したり、ベルリン動物園のシマウマのシマが盗まれ、上野動物園のシマウマにつけられて縦横十字模様のシマになったり、といった具合である。そして、アメリカの宇宙船が月面に着陸し、その光景が全世界に生中継されている最中に、宇宙飛行士の前にブンが現れ、昨今起こっている怪事件はすべて自分の仕業であると公表する。
そのうち、形あるものを盗むことに飽きたブンは、人間の見栄、虚栄心、記憶など、形のないものを盗みはじめ、最後に、人間が一番大事にしているものは「権威」であると見抜き、権威を盗むようになる。さらに、12万部まで発行された小説『ブン』の各一冊から、ブンが一人ずつ飛び出したため、事件の数も12万倍に膨れ上がる。
クサキサンスケ警察長官は、ブンを逮捕するために、文字通り悪魔との契約を交わし、フン先生を人質にとる、という手段に出る。やむなく12万人のブンたちは警察に自首し、懲役317年の判決を受ける。
クサキ長官は、ブンたちを少しでも長く獄中にとどめておこうと、全国100か所以上に高級ホテル並みの豪華な刑務所を建設する。しかし、それこそがブンの作戦であった。ブンたちが豪華で快適な刑務所で暮らしていることを知った人々が、自分も投獄してもらおうと、われ先に泥棒を始めてしまったのである。

### 登場人物
フン
小説家。40歳。独身。小説はこれまでに何冊も出版しているが、『ブン』を除いては全く売れたためしがなく、それどころか版元がことごとく倒産してしまう。そのためひどい貧乏で、チラシの裏を原稿用紙代わりにしている。自尊心は高く、ことに、自分の小説が難解で世に理解されないことについてはおかしな自信を持っている。小説家としての実力は本物であるらしく、偽ブンは「さすが本物の小説家、気迫がこもってました。お書きになることに、バランスがとれておりました」と評している。極度の悪筆。
無芸大食で、日に7度も食事をとる。好物はインスタントラーメン。好きな女性のタイプは若尾文子。当初はブンの行動に危機感を持っていたが、やがてブンのことを愛するようになる。
自宅は千葉県市川市のはずれ、下総国分寺の裏側の畑の中の一軒家。よく隣の畑から作物をちょろまかしているが、隣の農家は小説家という職業を尊敬しているために黙認している。
小説『ブンとフン』では姓については触れられていないが、戯曲『それからのブンとフン』では大友憤（おおとも ふん）と名乗っている。「憤」は筆名で、『論語』述而の「憤発して食を忘る」（発憤忘食）から、「食事を忘れるほど奮起して業に励む」という意味で選んだ名前。
ブン
フンの書いた小説『ブン』の主人公で、四次元の大泥棒。古今東西のあらゆる学問に詳しく、時空間を自在に行き来することができる。光の速度の 3/4 の速さで飛ぶ。男でもあり女でもあり、あらゆる人物に一瞬で変装することができる……といったように、あまりに万能な設定にしてしまったため、小説の中から現実世界に飛び出すことすらできるようになってしまった。
生原稿からだけではなく、印刷された本のなかからも抜け出すことができる。作中では12万部が発行されたため、12万人のブンが出現する。『それからのブンとフン』では、最終的に世界120か国語に翻訳された1862万5921人のブンが出現した。
設定上ほぼ無敵であるが、『それからのブンとフン』では、ブン同士が互いに殺しあおうとすると、万能の四次元人間同士であるために論理的矛盾が生じ、互いに金縛り状態になって銅像のようになってしまう、という弱点が明らかとなる。
オリジナル・ブン
フンの書いた生原稿から出現したブン。他のすべてのブンから尊敬されている。最初のうちは男やミニスカートの美少女の姿をとることが多かったが、後半ではフン先生の好みに合わせて、質素な和服に無造作に髪をたばねた美女の姿でいることが多くなる。
アサヒ書店の社長
小説『ブン』の出版元。ビア樽の上にカボチャを乗っけたような体つき。
クサキサンスケ
警察長官。『ブンとフン』では「クサキサンスケ」、『それからのブンとフン』では「クサキ・サンスケ」と表記されている。
若いころは床屋と風呂屋でサンスケをしていた。犯人捜査の達人で、警察長官に就任してからブンが出現するまでは犯罪者は減る一方であった。論理の信奉者で、「犯人さがしのための推理力を養うための論理ソング」を全国の警察官に歌わせている。常識や理屈が一切通じないブン相手に悪戦苦闘し、ついには文字通り悪魔に魂を売り渡してブンを追い詰めようとする。
人間の体毛の数は一定である、とする「体毛不変の法則」を発見し、それを犯罪捜査に役立てるために、生きている人間の体毛の数を正確に数え上げようと大真面目に奮闘する場面があるが、これは井上自身の「頭髪について異常に興味がある」性格がモデルであるという。
悪魔
クサキサンスケ警察長官が、ブン逮捕のため呼び出した悪魔。黒タイツにピンク色のしっぽの美女。ソフトクリームが好物。
ブンをピストルで射殺しようとするが、光速の 3/4 の速さで動けるブンに弾丸を盗み取られ失敗し、ついでにしっぽも盗まれてしまう。その後、他の作家にブンを超える「新しいブン」を産み出してもらう、という作戦を思いつく。
山形東作（やまがた とうさく）
元小説家で盗作の天才。22歳のとき、東京大学仏文科在学中に書いた3編の短編小説が、それぞれ文學界新人賞・小説現代新人賞・群像新人賞を受賞した上、そのうち2編が芥川賞と直木賞を受賞し、作品はベストセラーとなり映画化もされ芝居にもなった。ところが、ある匿名の投書によって、この3編の小説は、いずれも古今東西の300以上の小説を巧妙につぎはぎして書かれたものであることが暴露され、マスコミから消える。その後、投書の差出人を突き止めて復讐するため、神田郵便局の集配人となる。ついに差出人がフン先生であることを突き止めたところで、クサキサンスケ警察長官から『続・ブン』執筆の依頼を受ける（『それからのブンとフン』では賞をすべて取り消されたのち、週刊誌のフリー記者になり、悪魔から投書主がフン先生であることを教えられる）。
文体から筆跡まで本人そっくりに似せて書くことができるが、当人の産み出した偽ブンからは「小説の肉づけが不十分」と評されている。
偽ブン
山形東作の執筆した小説『続・ブン』の主人公。ブン同様に小説から抜け出すことができるが、偽者であるため頼りない。ブンを超える光速の 4/5 の速さで動くことができる。フン先生を騙して拉致し、さらに他のブンたちを扇動しようとするが、ブンには虫歯が三本ある、という描写を山形が描き落としていたため、オリジナル・ブンによって正体を見抜かれ、射殺される。

### 評価
井上は本作について、1972年の新装版「あとがき」で、自分がこれまで書いてきた小説の中で最も「馬鹿馬鹿しい」ものであると評価し、「馬鹿馬鹿しいものを書きたい、またそれが自分に最も似つかわしいと思っている私にとって、この事実は情けなく、怕（）い」と述べている。
扇田昭彦は、新潮文庫版「解説」において、本作を「日本のナンセンス文学の傑作」と評価し、自らの分身を次々と作り出すブンを、ギヨーム・アポリネールの『贋救世主アンフィオン』、マルセル・エイメの『サビーヌたち』、フレドリック・ブラウンの『火星人ゴーホーム』等と比較している。

### 書誌
- 『ブンとフン』朝日ソノラマ〈サンヤングシリーズ 1億総ゲバ・ヤング〉、1970年1月。絵・杉井ギサブロー、装幀・原田維夫。
- 『ブンとフン』朝日ソノラマ、1972年9月（新装版）。装丁・湯村輝彦。
- 『ブンとフン』新潮社〈新潮文庫〉、1974年5月。1987年5月改版。ISBN 4-10-116801-6 カバー・杉井ギサブロー。初版の挿絵を一部再録。
- 『ブンとフン』汐文社〈井上ひさしジュニア文学館 3〉、1998年11月。ISBN 4-8113-7236-0
- 『井上ひさし短編中編小説集成 第1巻』岩波書店、2014年10月。ISBN 978-4-00-028761-6

### 翻訳
ロジャー・パルバースによる英訳がある。
- “Boon and Phoon,” tr. by Roger Pulvers, Japan Quarterly, Vol. 25, No. 1, 1978, pp. 73-104； Vol. 25, No. 2, 1978, pp. 181-211.

## ラジオドラマ『ブンとフン』
「グランドマンガミュージカル『ブンとフン』」として、1969年1月2日にNHKラジオ第1放送で放送された。井上自身は、1977年2月執筆の自筆年譜の中で、「おそらくこれはこれまでのところ熊倉＝宇野＝井上の最良の作品だろう」としている。『ブンとフン』という題名の名づけ親はディレクターの長与孝子である。
NHKアーカイブスの番組発掘プロジェクトで録音テープが発見され、2015年9月23日にNHK-FM放送「今日は一日ラジオドラマ三昧」の枠内で再放送が行われた。2021年1月30日にNHKラジオ第1放送「発掘!ラジオアーカイブス」で再放送。また「伊集院光の百年ラヂオ」の2025年1月12日放送回では抜粋版が放送された。
- 脚本 - 井上ひさし
- 音楽 - 宇野誠一郎
- 演出 - 長与孝子
- 出演 - 黒柳徹子（ブン）[15]、熊倉一雄（フン）[15]、藤村有弘、加藤武、天地総子、川久保潔ほか[12]

## 戯曲『それからのブンとフン』
『新劇』1974年11月号に発表、全17場。単行本『雨』（新潮社、1976年）に収録。
初演は劇団テアトル・エコー第46回公演、1975年1月16日 - 2月5日。熊倉一雄演出、宇野誠一郎音楽。2013年9月 - 10月にこまつ座・ホリプロにより再演されている。
井上ひさしの音楽劇のうち、自作の小説を脚色したものは、本作と『たいこどんどん』（原作『江戸の夕立ち』）の2作のみである。

### 小説版との結末の差異
小説『ブンとフン』では、日本国民がみな泥棒を始めてしまう、という結末で終わっている。井上は、1972年に発行された朝日ソノラマ新装版の「あとがき」で、井上は「そのころ、私はありとあらゆる常識や作法をひっくりかえそうと思っており、ほかにいくらでも、いかにも小説小説した終り方があったのだが、もっとも小説作法から外れていると思われるこの終り方を選んだ」としている。
戯曲『それからのブンとフン』では後日談が付け加えられ、結末がひっくり返されている。
世界120か国語に翻訳された1862万5921人のブンたちが、ゴビ砂漠に集い「第一回・世界ブン大会」を開く。ところがその中には、ト連版、丹国版、南ドコニカ共和国版のブンなど、自国の専制政府に都合のいいように設定の改竄されたブンも混じっていた。このため、意見の相違からブンたちは内ゲバを始めてしまい、ついにはオリジナル・ブンとト連版1号、丹国版1号を除いて全滅、世の中もすっかりもとに戻ってしまう。ブンの代わりに見せしめとして地下牢に投獄されたフン先生は、ブンを救うために、新たな小説を書くことを決意する。しかし、ペンも紙も与えてもらえないため、自らの指と血を使って壁に小説を書こうとする、というところで幕を閉じる。
結末を変更した理由について、井上は、脚本を初収録した単行本『雨』（1976年）で、「小説版を書いていたころのわたしは、やがてくるべき七〇年安保闘争は六〇年安保闘争など較べものにならぬほどの内爆発を起し、それが引金になってこの国は変るだろう、すくなくとも半永久的に続くと思われている保守独裁は大きな音をたてて崩れ落ることだろうと愚かにも信じていました。なぜ愚かだったのかといえば、自分はなにもせずに改革を夢想していたからです」とし、戯曲の後半は、そのような自分に対する「自己処罰」を意図したものであると述べている。

### 1975年版
初演時は連日大入りであった一方、1975年2月1日付『読売新聞』に「読む戯曲であって、肉体を備えた人間が演じる戯曲ではなかった」とする劇評が載るなど、評判はいまひとつであった。

#### スタッフ
- 演出 - 熊倉一雄
- 音楽 - 宇野誠一郎
- 雑芸 - 藤村俊二
- 美術 - 孫福剛久
- 雑美 - 杉井ギサブロー
- 照明 - 岩崎令児
- 音響 - 田代敦己
- 小道具 - 高橋健彦
- 舞台監督 - 宮本正勝

#### キャスト
- フン - 熊倉一雄
- ブン - 平井道子
- アサヒ書店店主 - 二見忠男
- 悪魔 - 天地総子
- 悪魔の呼び屋 - 山田康雄
- クサキ・サンスケ警察長官 - 沖順一郎
- 長官秘書 - 牧野和子
- アナウンサー - 村越伊知郎
- イワン・イワンコッチャナイゼヴィッチ・イクライッテモダメダネフスキイ理事 - 峰恵研
- ドンドコ・ボコンボコ理事 - 白戸規之
- ボーイ長 - 梶哲也
- 山形東作 - 安原義人
- 検事 - 阪脩
- その他 - 八代駿、市川治、作間功、沢りつお、関富也、中江真司、池水通洋、山下啓介、林一夫、松島省吾、沼波輝枝、島美弥子、太田淑子、丸山裕子、日野捷子、松金よね子、小宮和枝[16]

### 2013年版
演出の栗山民也は、本作と『木の上の軍隊』『マイ・ロマンティック・ヒストリー〜カレの事情とカノジョの都合〜』の演出の成果について、第39回菊田一夫演劇賞・演劇賞を受賞している。
- 演出 - 栗山民也
- 演奏 - 朴勝哲
- 出演 - 市村正親（フン）、小池栄子（ブン）、新妻聖子、山西惇、久保酎吉、橋本じゅん、さとうこうじ、吉田メタル、辰巳智秋、飯野めぐみ、保可南、あべこ、角川裕明、北野雄大、富岡晃一郎[17]

### 書誌
- 『雨』新潮社、1976年11月。
- 『雨』新潮社〈新潮文庫〉、1983年9月。ISBN 4-10-116811-3
- 『井上ひさし全芝居 その2』新潮社、1984年5月。ISBN 4-10-302316-3

## NHKラジオドラマ よみステージ 音楽劇「ブンとフン」
2021年、NHKラジオドラマを原作とする朗読劇「よみステージ」の第一弾として、『ブンとフン』の公演が決定された。脚本・演出をつとめるG2により、ラジオドラマ版をベースとしつつ、小説版・戯曲版を取り入れた「令和版」として、2021年8月25日から9月2日まで東京のよみうり大手町ホール、9月11・12日に大阪のサンケイホールブリーゼでそれぞれ公演される予定であった。しかし、8月23日に主演（フン先生役）の橋本良亮（A.B.C-Z）の新型コロナウイルス感染が公表され、全公演が中止となった。
- 脚本・演出 - G2
- 音楽・演奏 - かみむら周平
- 出演 - 橋本良亮（フン）、浅川梨奈（ブン）、大高洋夫、松永玲子、林田一高、鹿野真央、升毅
- 企画制作 - NHKエンタープライズ
- 制作協力 - 千代田ラフト
- 東京公演主催 - 読売新聞社／エイベックス・エンタテインメント
- 大阪公演主催 - リバティ・コンサーツ

## 関連作品

### フン先生の初恋
『高二コース』（学習研究社）1971年6月号から9月号まで「フン先生滑稽譚」の表題で連載されたが、未完のまま中断。『井上ひさし短編中編小説集成 第一巻』（岩波書店、2014年）に初めて再録された。『ブンとフン』と同じくフン先生が登場するが、設定に違いが見られる。
四十男のフン先生は、小説家を自認してはいるものの、あまりに理想主義者かつ完全主義者すぎるせいで、小説家を志してから20数年の間、一度も作品を完成させたことがない。そのため収入が全くなく、貧しさと空腹にあえいでいる。ある日、フン先生は、大食い競争に参加して賞品のトランジスタラジオを手に入れる。そのラジオで聴いたディスクジョッキー大原真美子の妙声に惚れ込んでしまったフン先生は、猫好きの彼女にプレゼントしようと、美しい白猫を捕まえて放送局に乗り込む。ところが、じつはその白猫はギャングたちがダイヤモンドの密輸に使っていたもので、右目に「ペルシャの青い月」というダイヤモンドがはめられていた。